# Rånåsfoss (przystanek kolejowy)
Rånåsfoss – kolejowy przystanek osobowy w Rånåsfoss, w regionie Akershus w Norwegii, jest oddalony od Oslo Sentralstasjon o 45,11 km. Jest położony na wysokości 122,5 m n.p.m.

## Ruch pasażerski
Leży na linii Kongsvingerbanen. Jest elementem  kolei aglomeracyjnej w Oslo - w systemie SKM ma numer  460.  Obsługuje Oslo Sentralstasjon, Årnes i Kongsvinger. Pociągi odjeżdżają co pół godziny w szczycie i co godzinę poza godzinami szczytu; część pociągów nie zatrzymuje się na wszystkich stacjach. 

## Obsługa pasażerów
Wiata, parking na 60 miejsc, parking rowerowy, przystanek autobusowy. Odprawa podróżnych odbywa siłę w pociągu.